# San Simón Zahuatlán
San Simón Zahuatlán là một đô thị thuộc bang Oaxaca, México. Năm 2005, dân số của đô thị này là 2481 người.